# Eksisterende monarkier
Liste over eksisterende monarkier viser ikke monarkier, hvor monarken er forvist og regerer fra udlandet, eller selvudråbte konger.

## Monarkier i Afrika
| Land     | Monark           | Dato for monarkens indsættelse | Type            | Kongeflag |
| -------- | ---------------- | ------------------------------ | --------------- | --------- |
| Lesotho  | Kong Letsie 3.   | 12. november 1990              | Konstitutionelt | Kongeflag |
| Marokko  | Kong Mohammed 6. | 23. juli 1999                  | Konstitutionelt | –         |
| Eswatini | Kong Mswati 3.   | 25. april 1986                 | Absolut         | Kongeflag |

## Monarkier i Asien
| Land                       | Monark                                      | Dato for monarkens indsættelse | Type            | Kongeflag |
| -------------------------- | ------------------------------------------- | ------------------------------ | --------------- | --------- |
| Bahrain                    | Kong Sheikh Hamad ibn Isa Al Khalifah       | 6. marts 1999                  | Blandet         | Kongeflag |
| Bhutan                     | Kong Jigme Khesar Namgyel Wangchuck         | 14. december 2006              | Parlamentarisk  | -         |
| Brunei                     | Sultan Haji Hassanal Bolkiah                | 1. august 1968                 | Absolut         | -         |
| Cambodja                   | Kong Norodom Sihamoni                       | 24. oktober 2004               | Konstitutionelt | Kongeflag |
| Japan                      | Kejser Akihito                              | 7. januar 1989                 | Konstitutionelt | Kongeflag |
| Jordan                     | Kong Abdullah 2.                            | 7. februar 1999                | Konstitutionelt | Kongeflag |
| Kuwait                     | Emir Sabah Al-Ahmad Al-Jaber Al-Sabah       | 29. januar 2006                | Blandet         | -         |
| Malaysia                   | Kong Mizan Zainal Abidin                    | 13. december 2006              | Konstitutionelt |           |
| Oman                       | Sultan Qaboos bin Said Al Said              | 23. juli 1970                  | Absolut         | Kongeflag |
| Qatar                      | Emir Sheikh Hamad bin Khalifa Al-Thani      | 27. juni 1995                  | Absolut         | -         |
| Saudi Arabien              | Kong Salman bin Abdulaziz Al Saud           | 23. januar 2015                | Absolut         | Kongeflag |
| Thailand                   | Kong Vajiralongkorn                         | 13. oktober 2016               | Konstitutionelt | Kongeflag |
| Forenede Arabiske Emirater | Præsident, emir Khalifa bin Zayed Al Nahyan | 3. november 2004               | Konstitutionelt | Kongeflag |

## Monarkier i Europa
| Land          | Monark                                                    | Dato for monarkens indsættelse | Type                | Kongeflag |
| ------------- | --------------------------------------------------------- | ------------------------------ | ------------------- | --------- |
| Andorra       | Fyrsterne Emmanuel Macron og Josep-Lluís Serrano Pentinat | 15. maj 2012 31. maj 2025      | Konstitutionelt     | -         |
| Belgien       | Kong Philippe                                             | 21. juli 2013                  | Konstitutionelt     | Kongeflag |
| Danmark       | Kong Frederik 10.                                         | 14 januar 2024                 | Konstitutionelt     | Kongeflag |
| Liechtenstein | Fyrst Hans Adam 2.                                        | 13. november 1989              | Konstitutionelt     | Kongeflag |
| Luxembourg    | Storhertug Henri                                          | 7. oktober 2000                | Konstitutionelt     |           |
| Monaco        | Fyrst Albert 2.                                           | 6. april 2005                  | Konstitutionelt     | Kongeflag |
| Holland       | Kong Willem-Alexander                                     | 30. april 2013                 | Konstitutionelt     | Kongeflag |
| Norge         | Kong Harald 5.                                            | 17. januar 1991                | Konstitutionelt     | Kongeflag |
| Spanien       | Kong Felipe 6.                                            | 19. juni 2014                  | Konstitutionelt     | Kongeflag |
| Sverige       | Kong Carl Gustaf 16                                       | 15. september 1973             | Konstitutionelt     | Kongeflag |
| Vatikanstaten | Pave Leo XIV                                              | 8. maj 2025                    | Absolut valgmonarki | Kongeflag |

## Monarkier i Oceanien
| Land  | Monark        | Dato for monarkens indsættelse | Type            | Kongeflag |
| ----- | ------------- | ------------------------------ | --------------- | --------- |
| Tonga | Kong Tupou 6. | 18. marts 2012                 | Konstitutionelt | Kongeflag |

## Tværkontinentale monarkier
| Land                          | Monark | Monark                       | Dato for monarkens indsættelse | Type                  | Kongeflag             |
| ----------------------------- | ------ | ---------------------------- | ------------------------------ | --------------------- | --------------------- |
| Antigua og Barbuda            | Konge  | Charles 3. af Storbritannien | 8. September 2022              | Alle Konstitutionelle | -                     |
| Australien                    | Konge  | Charles 3. af Storbritannien | 8. September 2022              | Alle Konstitutionelle |                       |
| Bahamas                       | Konge  | Charles 3. af Storbritannien | 8. September 2022              | Alle Konstitutionelle | -                     |
| Belize                        | Konge  | Charles 3. af Storbritannien | 8. September 2022              | Alle Konstitutionelle | -                     |
| Canada                        | Konge  | Charles 3. af Storbritannien | 8. September 2022              | Alle Konstitutionelle | Kongeflag             |
| Grenada                       | Konge  | Charles 3. af Storbritannien | 8. September 2022              | Alle Konstitutionelle | -                     |
| Jamaica                       | Konge  | Charles 3. af Storbritannien | 8. September 2022              | Alle Konstitutionelle |                       |
| New Zealand                   | Konge  | Charles 3. af Storbritannien | 9. September 2022              | Alle Konstitutionelle |                       |
| Papua New Guinea              | Konge  | Charles 3. af Storbritannien | 8. September 2022              | Alle Konstitutionelle | -                     |
| Saint Kitts and Nevis         | Konge  | Charles 3. af Storbritannien | 8. September 2022              | Alle Konstitutionelle | -                     |
| Saint Lucia                   | Konge  | Charles 3. af Storbritannien | 8. September 2022              | Alle Konstitutionelle | -                     |
| Saint Vincent og Grenadinerne | Konge  | Charles 3. af Storbritannien | 8. September 2022              | Alle Konstitutionelle | -                     |
| Salomonøerne                  | Konge  | Charles 3. af Storbritannien | 8. September 2022              | Alle Konstitutionelle | -                     |
| Tuvalu                        | Konge  | Charles 3. af Storbritannien | 8. September 2022              | Alle Konstitutionelle | -                     |
| Storbritannien                | Konge  | Charles 3. af Storbritannien | 8. September 2022              | Alle Konstitutionelle | Kongeflag · Kongeflag |

## Lokale monarkier
| Land             | Lokalt område | Monark                                      | Dato for monarkens indsættelse | Type             | Kongeflag |
| ---------------- | ------------- | ------------------------------------------- | ------------------------------ | ---------------- | --------- |
| Kina             | Tibet         | Dalai Lama Tenzin Gyatso                    | 17. november 1950              | Traditionelt     | -         |
| Wallis og Futuna | Uvea          | Kong Kapiliele Faupala                      | 25 juli 2008                   | Traditionelt     | -         |
| Wallis og Futuna | Alo           | Kong Petelo Vikena                          | 6. november 2008               | Traditionelt     | -         |
| Wallis og Futuna | Sigave        | Kong Visesio Moeliku                        | 10. marts 2004                 | Traditionelt     | -         |
| Ghana            | Ashanti       | Otumfuo Nana Osei Tutu II                   | 23. juli 1999                  | Traditionelt     | –         |
| Ghana            | Dagomba       | Yaa Naa Kampakuya Naa Abdulai Yakubu Andani | Ukendt                         | Traditionelt     | –         |
| Indonesien       | Yogya         | Hamengkubuwono X                            | 26. april 1999                 | Guvernør, sultan | -         |
| Indonesien       | Solo          | Pakubuwono XIII                             | 18. juli 2009                  | Traditionelt     | -         |
| New Zealand      | Māori         | Maorikonge Tuheitia Paki                    | 21. august 2006                | Traditionelt     | –         |
| Nigeria          | Kano          | Emir Muhammadu Sanusi II                    | 8. juni 2014                   | Traditionelt     | –         |
| Sydafrika        | Zululand      | Kong Goodwill Zwelithini kaBhekuzulu        | 23. juli 1999                  | Traditionelt     |           |
| Uganda           | Buganda       | Kong Muwenda Mutebi II                      | 31. juli 1993                  | Traditionelt     | –         |
| Uganda           | Ankole        | Omugabe Ntare 6.                            | 20. november 1993              | Traditionelt     | –         |
| Uganda           | Busoga        | Kayabazinga                                 | Ukendt                         | Traditionelt     | –         |
| Uganda           | Bunyoro       | Omukama Solomon Gafabusa Iguru I            | 1994                           | Traditionelt     | –         |
| Uganda           | Toro          | Omukama Rukidi 4.                           | 5. september 1994              | Traditionelt     | –         |
| Zambia           | Barotseland   | Litunga Lubosi II                           | Oktober 2000                   | Traditionelt     | –         |